# 3라디오 취업정보센터
3라디오 취업정보센터는 KBS 3라디오에서 2010년 4월 24일부터 2011년 11월 5일까지 1년간 방송했던 취업정보 프로그램이다.
진행자는 이상호 아나운서이며, 방송시간은 매주 토요일 오후 5시 5분부터 저녁 6시까지이다.
| KBS 3라디오 토요일 프로그램 |                         |                     |
| 이전                        | 3라디오 취업정보센터    | 다음                |
| 건강 365                    | 3라디오 취업정보센터    | 내일은 푸른하늘     |
| 오후 4시 5분 ~ 오후 5시     | 오후 5시 5분 ~ 저녁 6시 | 저녁 6시 ~ 저녁 7시 |
|                             |                         |                     |